# Альфа-олефин
Альфа-олефины (или α-олефины) — это семейство органических соединений, олефинов или алкенов с химической формулой CxH2x, отличающееся наличием двойной связи в основной или альфа (α)-позиции. Такое расположение двойной связи повышает реакционную способность.
Существует два типа α-олефинов: разветвленные и линейные (или нормальные). Химические свойства разветвленных α-олефинов с разветвлением на втором (винилиден), третьем или четвёртом атоме углерода значительно отличаются по свойствам от таких же линейных α-олефинов.